# Charles Richard Crane
Charles Richard Crane (ur. 7 sierpnia 1858, zm. 14 lutego 1939) – amerykański multimilioner, przemysłowiec i kolekcjoner sztuki. Prezydent Crane Plumbing. Główny doradca prezydenta USA Woodrowa Wilsona w sprawach Rosji.

## Rodzina
Jego córka Frances Leatherbee Crane była żoną Jana Masaryka (synową Tomáša, pierwszego prezydenta Czechosłowacji). Jego syn John Crane był osobistym sekretarzem Tomasza Masaryka. Jego syn Richard Teller Crane był sekretarzem amerykańskiego sekretarza stanu Roberta Lansinga, a następnie pierwszym ambasadorem USA w Czechosłowacji.